# Mead (přehradní nádrž)
Mead (anglicky Lake Mead) je největší přehradní nádrž v USA a jedna z největších na světě. Vznikla za Hooverovou přehradou na řece Colorado přibližně 48 km jihovýchodně od Las Vegas na hranicích států Nevada a Arizona. Vzdutí hladiny zasahuje do vzdálenosti 186 km od hráze. Vodní plocha má nepravidelný tvar, přičemž délka pobřeží je asi 900 km.

## Využití
O vodní nádrž je velký zájem z řad plachtařů a dalších milovníků vodních sportů. Stará se o ni správa národního parku.